# 卡埃莱蒙
卡埃莱蒙（英語：Chaeremon），约活动于公元前4世纪中期。古希腊悲剧诗人之一。代表作品有《马人》，亚里士多德曾经认为，他的作品更适于阅读而非表演。